# いかなご醤油

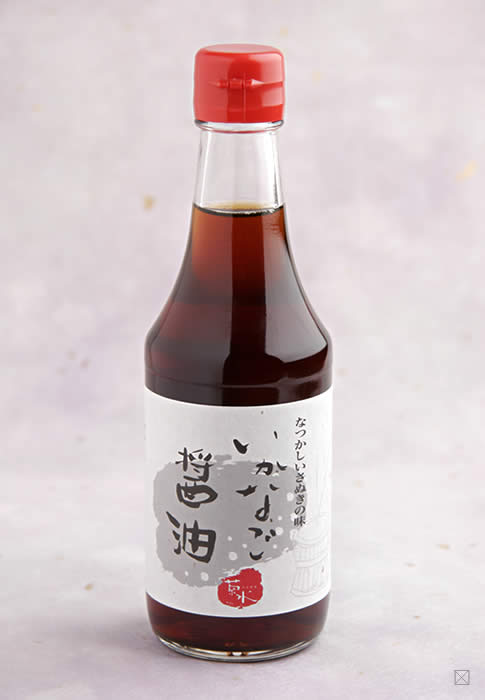
いかなご醤油

いかなご醤油（いかなごしょうゆ）は、香川県で作られる魚醤。イカナゴを原料とする。

## 特徴
豆腐や刺身につけたり、野菜の煮つけなどに用いられる。醤油標準色で表した色度は40番程度と、淡口醤油の30番と比べてもかなり淡い色となっている。イカナゴと塩を3：1の比で仕込んだ場合の塩分濃度は28-29%と飽和食塩水に近いが、他の魚醤と同様にうま味が強いため、塩味は強く感じない。

## 製法
春先に採れたイカナゴを洗い、水を切る。イカナゴと塩を3：1の比で準備し、樽の中でイカナゴと塩を交互に積み重ねる。この樽を室温30°C前後の部屋に1週間置き、表面に液体が浮いてきたら底からよく撹拌する。最初の2か月は5 - 7日ごと、その後は1ヶ月に1回、撹拌を行う。6ヶ月以上熟成させるとタンパク質が分解されて魚肉は液中に溶け、表面に骨と皮が浮かんでくる。
醤油用と同じ濾布を用いて圧搾率70%ほどで軽く圧搾すると、赤みを帯びた液体が得られる。数日間静置して澱が沈殿したら、上澄み液を取り出して90°Cで約2時間加熱し、殺菌とタンパク質の除去を行う。再び数日間静置し、沈殿したタンパク質を除いて珪藻土などを用いてろ過し、ビン詰めして完成となる。
20世紀中盤まではイカナゴと塩を1：1の比率で用い、2 - 3石（360 - 540L）入りの桶で3 - 4ヶ月熟成させていたという。

## 歴史
伝承によれば、景行天皇の治世に神櫛皇子が讃岐国の国造に任じられ、任地でイカナゴを捕らえて魚醤を作って朝廷に献上したという。なお、これ以降近世までいかなご醤油に関する記録はなく、近代になると1886年に香川県木田郡庵治町から水産共進会に田作などとともにいかなご醤油が出品された記録がある。また、1894年に農商務省がまとめた『日本水産製品誌』では、各地の魚醤とともに讃岐国および下総国のいかなご醤油に関する記述がある。香川県では1 - 5月にかけてイカナゴが大量に水揚げされるため、安価だが腐りやすいイカナゴを長期利用するためにいかなご醤油が誕生したと見られる。
醤油の入手が困難だった第二次世界大戦中やその直後には代用醤油の一種として盛んに製造されたが、食料品が豊富になると1960年頃には消滅した。生産が途絶えなかったしょっつるやいしりなど他の魚醤と比べ、いかなご醤油を使う郷土料理がなく、香川県で普通の醤油が盛んに製造されていた事などが消滅の原因と見られる。
復興を目指す庵治町関係者の努力により、1998年頃に生産が再開された。